# 村上晴彦
村上 晴彦（むらかみ はるひこ、1962年 - ）は、日本の劇作家（日本劇作家協会員）・演出家（日本演出者協会員）。

## 人物
東京都練馬区出身。
東京学芸大学在学中に劇団を旗揚げ、主宰として公演活動を行う。
現在は、中学校演劇の指導、劇団NACをはじめ各地での公演スタッフなどを務める。練馬区などでは、中学校の演劇部員を対象とする演劇ワークショップ「台本ぷち×2シアター」の講師として活躍中。
血液型はO型。

## 主な戯曲・演出作品
- 「ペンの雫、紙の涙」
- 「聖ノートレダス女学院」
- 「TRICK or TREAT」
- 「マクベス」
- 「夏の夜の夢」（シェイクスピア）

など
| スタブアイコン | サブスタブ | この項目は、まだ閲覧者の調べものの参照としては役立たない、文人（小説家・詩人・歌人・俳人・作詞家・作家・放送作家・随筆家（コラムニスト）・文芸評論家）に関連した書きかけの項目です。この項目を加筆・訂正などしてくださる協力者を求めています（P:文学/PJ:作家）。 |